# Ляский
Ляский (пол. Laski) — польский дворянский герб.

## Описание
В красном поле чёрная перевязь, обременённая тремя золотыми звёздами, над ней серебряный Меркуриев шишак наискось, под ней восстающий золотой лев, наискось.
Щит увенчан дворянскими шлемом и короной. Нашлемник: возникающий лев, влево. Намёт на щите красный, подложенный серебром. Щитодержатели — серебряные борзые, с ошейниками и красными языками, смотрящие от щита, стоящие на ленте с девизом: Sapienter et audacter. Герб Ляских внесен в Часть 3 Гербовника дворянских родов Царства Польского, стр. 109.

## Герб используют
Указанным гербом вместе с потомственным дворянством Всемилостивейше пожалован Александр Ляский (1796—1850) — польский банкир еврейского происхождения. Его сын — банкир Владислав Ляский (1831—1889).